# Gwiazd naszych wina (powieść)
Gwiazd naszych wina (ang. The Fault in Our Stars) – powieść amerykańskiego pisarza Johna Greena.
Powieść została wydana w Stanach Zjednoczonych 10 stycznia 2012 w języku angielskim. W Polsce ukazała się 2 czerwca 2013 roku i wydana została przez wydawnictwo Bukowy Las. Na polskim rynku książka miała swoje wznowienie 4 czerwca 2014 roku nakładem tego samego wydawnictwa. Oba wydania tłumaczyła Magda Białoń-Chalecka.
Na podstawie książki powstał film Gwiazd naszych wina w reżyserii Josha Boone’a, który w Polsce miał premierę 6 czerwca 2014. Główne role zagrali Shailene Woodley i Ansel Elgort.

## Fabuła
Książka opowiada historię szesnastoletniej Hazel chorującej na raka tarczycy. Jej nowotwór rozprzestrzenia się i przechodzi na płuca. W wyniku trudności z oddychaniem dziewczyna zmuszona jest do chodzenia wszędzie z butlą z tlenem. Pewnego dnia na jednym ze spotkań grupy wsparcia poznaje Augustusa Watersa.